# Hans Müller-Einigen
Pour les articles homonymes, voir Hans Müller et Müller.
 (avril 2025).
Si vous disposez d'ouvrages ou d'articles de référence ou si vous connaissez des sites web de qualité traitant du thème abordé ici, merci de compléter l'article en donnant les références utiles à sa vérifiabilité et en les liant à la section « Notes et références ».
Hans Müller-Einigen (né Hans Müller le 25 octobre 1882 à Brünn et mort le 8 mars 1950 à Einigen) est un écrivain et scénariste autrichien.

## Biographie
Hans Müller est le fils de Josef Müller, avocat ; son frère sera l'écrivain Ernst Lothar. En 1897, la famille d'origine juive s'installe à Vienne. Il étudie le droit à l'université de Vienne et est docteur en 1907. Il s'inscrit aussi à l'université de Grenoble et à l'université de Leipzig, où il assiste à des conférences sur la philosophie et l'histoire de la musique et fait de nombreux voyages d'études en Europe et en Amérique.
Il devient vite connu par ses publications après ses études et est l'un des auteurs les plus joués du Burgtheater dans les vingt premières années du XXe siècle.
Dans les années 1920, il se rend à Hollywood pour des adaptations au public allemand puis revient à Berlin pour être le régisseur général de l'UFA.
Mais ses plus grands succès sont des opérettes : Ein Walzertraum d'Oscar Straus en 1907 et L'Auberge du Cheval-Blanc (Im weißen Rößl) de Ralph Benatzky en 1930.
En 1930, il s'installe à Einigen près du lac de Thoune en Suisse avec son compagnon Nikolaus Schwarz ; il décide alors d'ajouter le nom du village à son patronyme pour se distinguer. Mort en 1950, il est enterré dans le cimetière de l'église réformée du lieu.
Müller revient vivre à Vienne en 1945 et écrit pour le Volkstheater.

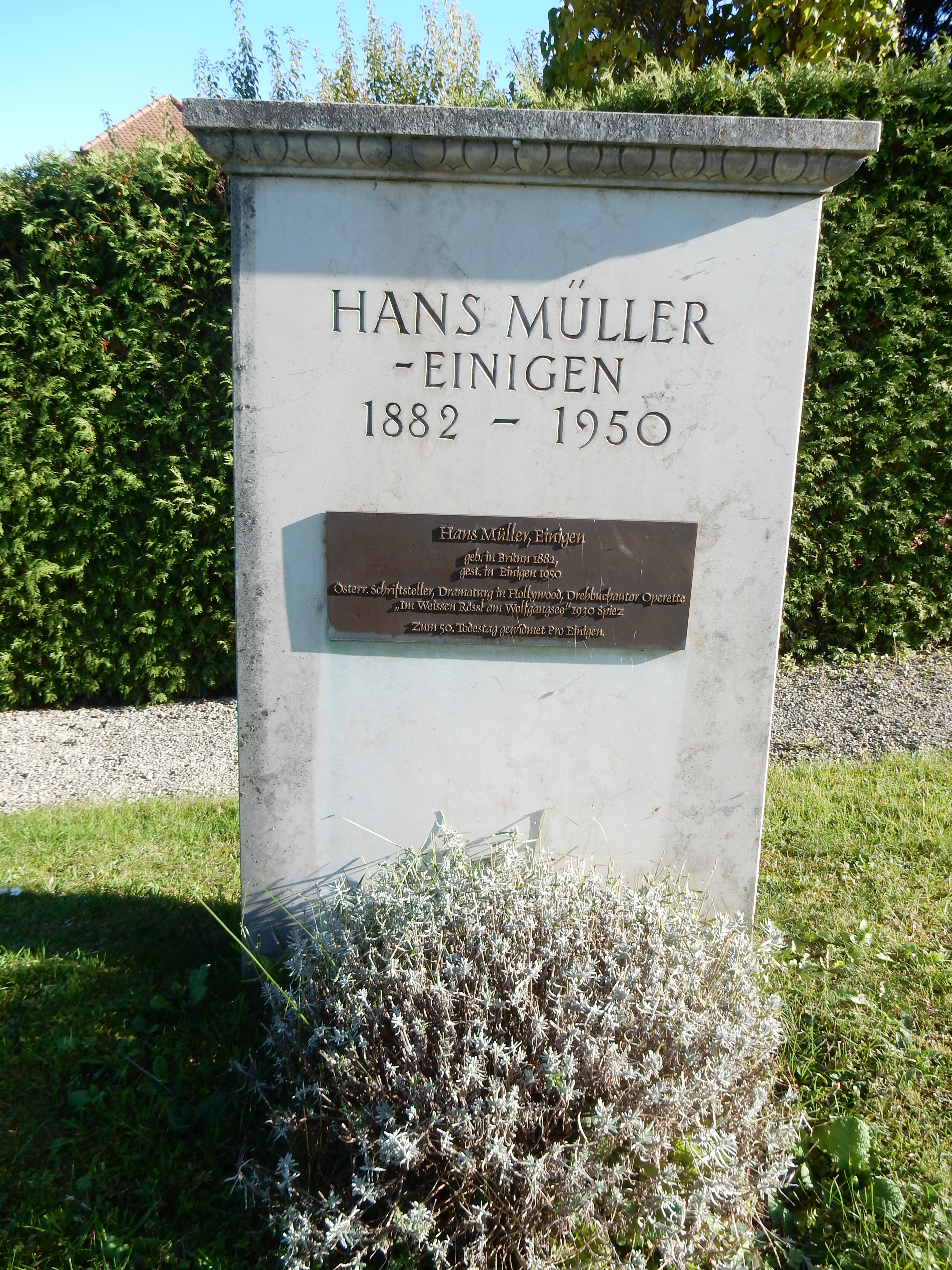
Einigen, église paroissiale, tombe de Hans Müller-Einigen
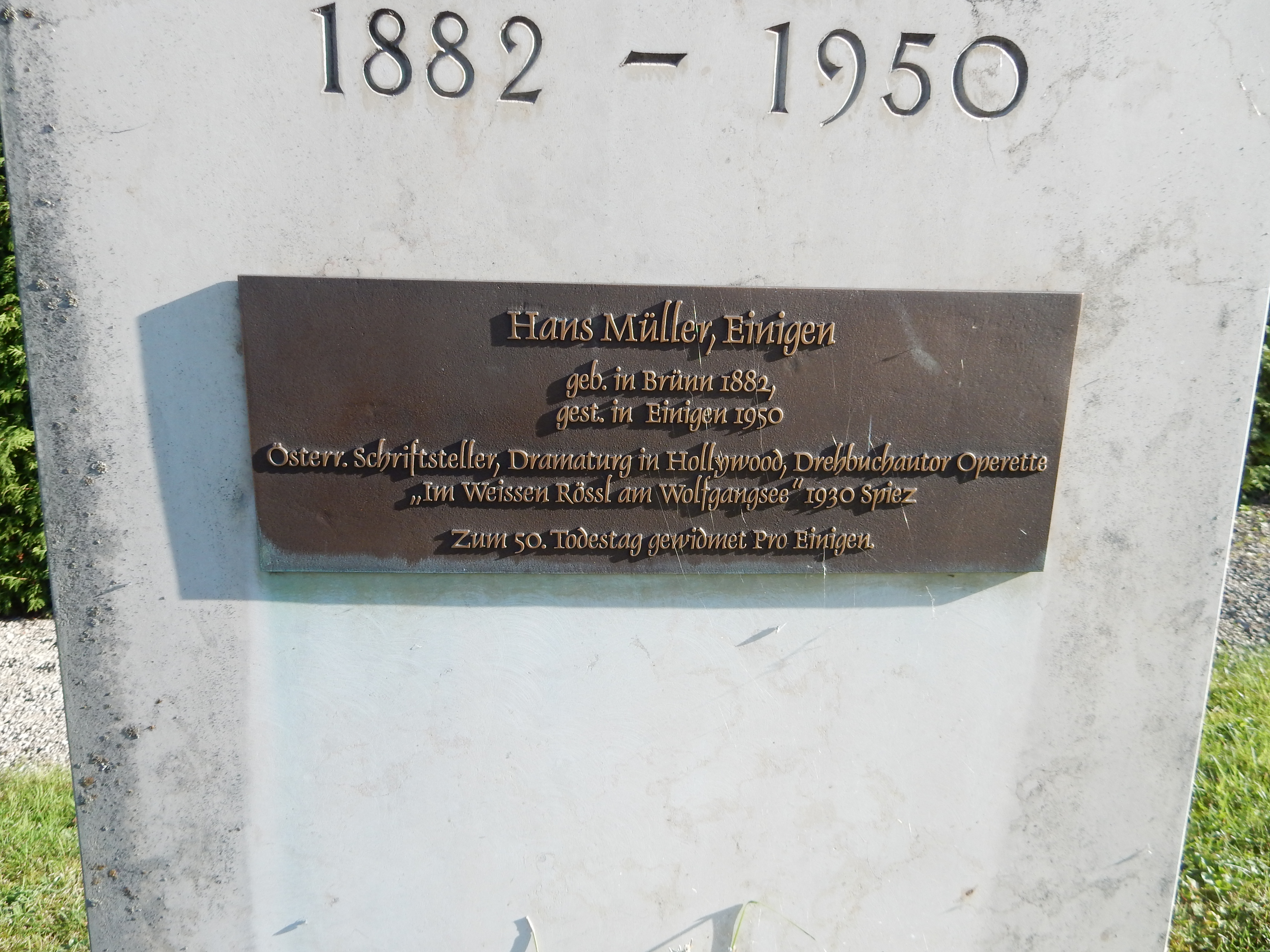
Einigen, église paroissiale, tombe de Hans Müller-Einigen, détail

## Œuvre
Sans avoir assisté aux combats, Müller fait une description patriotique de la Première Guerre mondiale en tant que correspondant de guerre. En 1916, la pièce historique Könige au Burgtheater en 1916 est un succès à cause de son patriotisme et est joué dans d'autres théâtres germanophones. Après une représentation à Munich, Müller se présente en uniforme. Hans Müller devient la cible de Karl Kraus, lui reprochant son style ampoulé et pointant ses anachronismes. Müller dépose une plainte pour diffamation qu'il retire et admet ne jamais être allé au front.
L'œuvre de Müller est caractérisé par une dramaturgie prononcée et des sous-entendus homosexuels. C'est une raison pour Arthur Maibach de son déclin dans les années 1950 auprès d'un milieu conservateur.

### Prose
- Buch der Abenteuer.
- Geheimnisland. Nouvelles. Fleischel, Berlin 1909.
- Träume und Schäume. Fleischel, Berlin 1911.
- Die Kunst, sich zu freuen. Gestalten, Bilder und Ergebnisse. Cotta, Stuttgart 1917.
- Der Spiegel der Agrippina. Avec 12 gravures originales de Stefan Hlawa. Avalun, Vienne-Leipzig 1919.
- Der Brand von Trukitzan. Récit. Reclam, Leipzig 1925.
- Das Glück, da zu sein. Ein Tagebuch. Francke, Berne 1940.
- Die Menschen sind alle gleich. Trois récits. Francke, Berne 1946.
- Schnupf. Geschichte einer Freundschaft. Francke, Berne 1944.
- Katakombe. Storellini fiorentini. Illustrations de Fritz Traffelet. Herbert Lang, Berne 1950.

### Poésie
- Dämmer. 1901
- Die lockende Geige. Ein Gedichtbuch. A. Langen, Munich 1904.
- Der Garten des Lebens. Eine biblische Dichtung. Cotta, Stuttgart 1904.
- Die Rosenlaute. Gedichte. Fleischel, Berlin 1909.
- Trilogie der Wandlung. O. V., o. O., 1948.

### Théâtre
- Das andere Leben. 1900
- Quintus Horatius Flaccus.
- Das stärkere Leben. Ein Einakter-Zyklus. Fleischel, Berlin 1906.
- Arme kleine Frau. Bloch, Berlin 1907.
- Die Puppenschule. Fleischel, Berlin 1908.
- Hargudl am Bach oder die Loge der Persönlichkeiten. Bloch, Berlin 1909.
- Das Wunder des Beatus. Fleischel, Berlin 1910.
- Gesinnung. Deutsch-Österreichischer Verlag, Vienne-Leipzig 1912.
- Der reizende Adrian. Deutsch-Österreichischer Verlag, Vienne-Leipzig 1913.
- Könige. Vertriebsstelle des Verbandes deutscher Schriftsteller, Berlin 1916.
- Der Schöpfer. Cotta, Stuttgart 1918.
- Die Sterne. Cotta, Stuttgart 1919.
- Die Flamme. Manuscrit, Berlin 1920.
- Das Hemdenknöpfchen. Reclam, Leipzig 1921.
- Der Vampir oder die Gejagten. Vienne, 1922.
- Der Tokaier. Cotta, Stuttgart 1925.
- Veronika. Cotta, Stuttgart 1926.
- Die goldene Galeere. Felix Bloch Erben, Berlin 1927.
- Holde Aida ...! Eine lustige Verwirrung in vier Bildern. Drei Masken Verlag, Berlin 1934.
- Glück auf Himmelsruh. Drei Masken-Verlag, Berlin 1935.
- Eugenie. Saturn, Vienne 1938.
- Der Kampf ums Licht. Francke, Bern 1939.
- Kleiner Walzer in a-Moll. Francke, Bern 1939.
- Wenn Ehemänner tagen. (Der Nachtigallenkongress). Drei Masken Verlag. Berlin 1944.
- Der Helfer Gottes. Ein Kampf um die Liebe in zehn Stationen. Francke, Berne 1947.
- Liebling der Grazien. Eine Komödie aus der Zeit, da man noch andere Sorgen hatte. Francke, Berne 1950.
- Reise einer Frau. Zsolnay, Vienne o. J. (après 1945).

### Écrits autobiographiques
- Geliebte Erde. Miniaturen von unterwegs. Francke, Berne 1938.
- Jugend in Wien. Erinnerungen an die schönste Stadt Europas. Francke, Berne 1945.

## Filmographie
- 1924 : Die Tochter der Frau von Larsac
- 1926 : Schwester Veronika
- 1929 : Das brennende Herz
- 1930 : Monte Carlo
- 1930 : Aimé des dieux
- 1930 : Valse d'amour
- 1931 : Bombes sur Monte-Carlo
- 1931 : Yorck
- 1931 : Tumultes
- 1932 : Quick
- 1933 : Walzerkrieg
- 1935 : Frischer Wind aus Kanada

### Source de la traduction
- (de) Cet article est partiellement ou en totalité issu de l’article de Wikipédia en allemand intitulé « Hans Müller-Einigen » (voir la liste des auteurs).